# Języki Azerbejdżanu

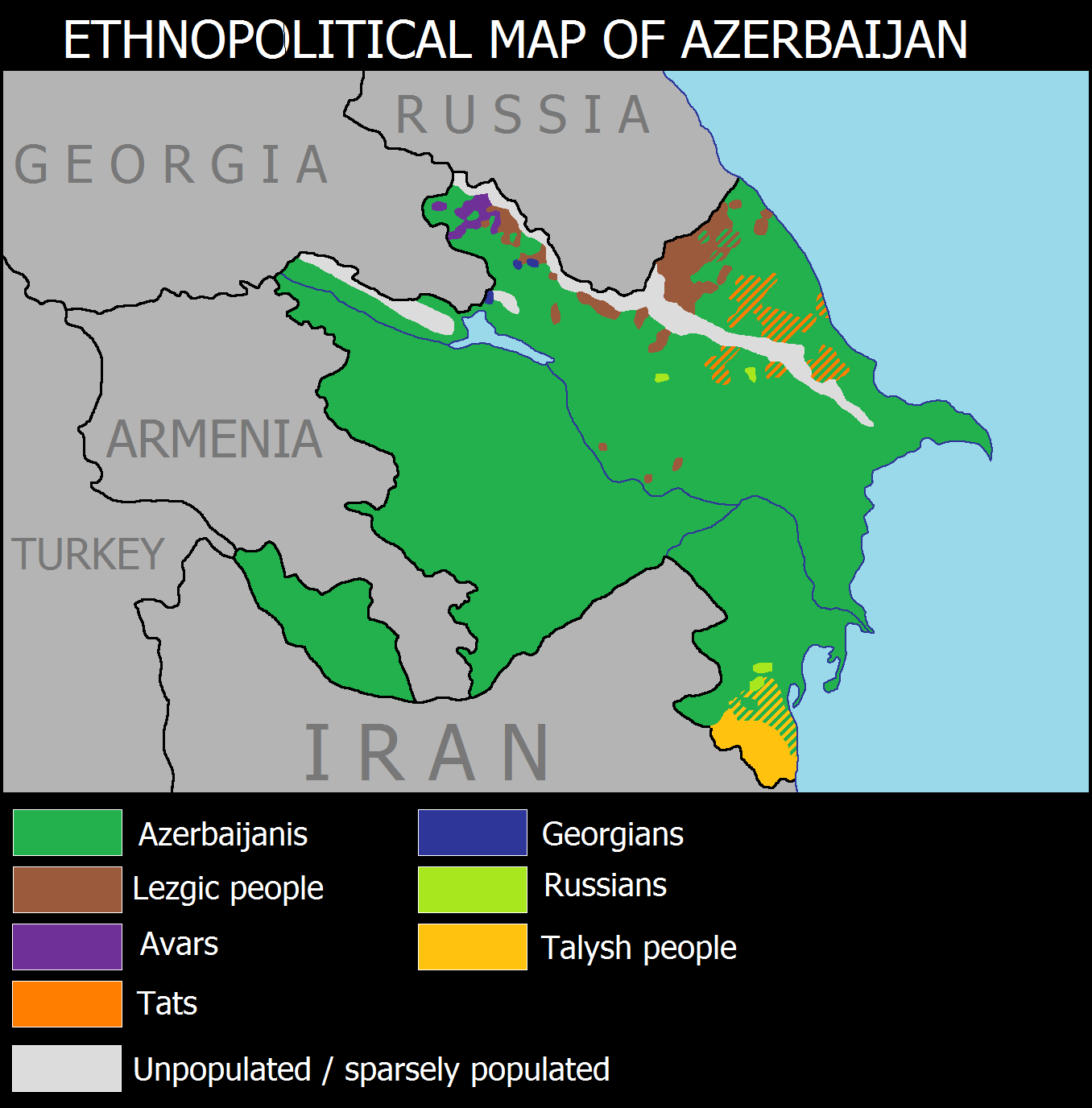
Grupy etniczne w Azerbejdżanie (2024 r., po rozpadzie separatystycznej Republiki Górskiego Karabachu i exodusie Ormian z Górskiego Karabachu w 2023 r.).

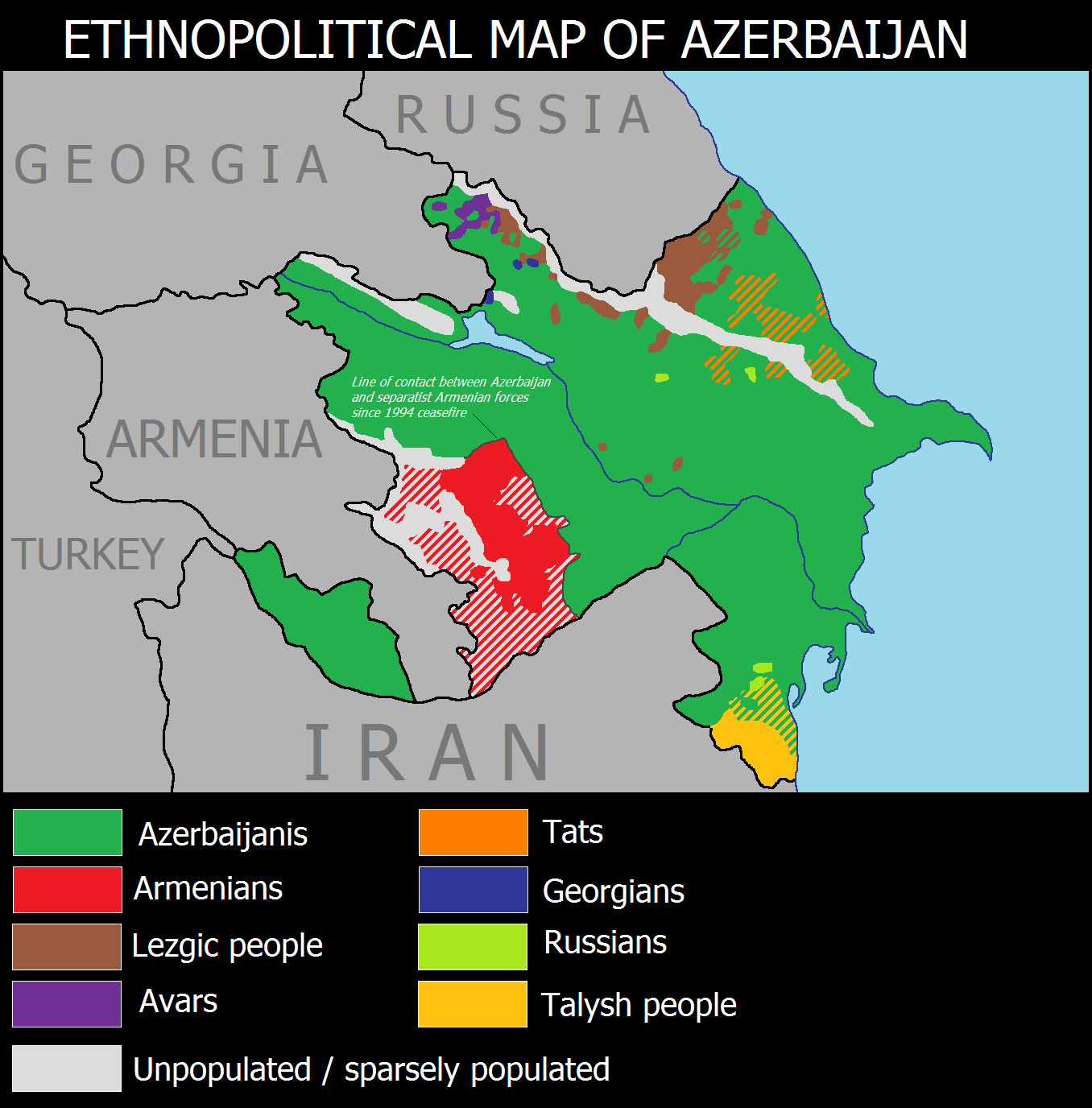
Grupy etniczne w Azerbejdżanie (1994-2020, po I wojnie o Górski Karabach i przed drugą wojną o Górski Karabach).

Języki Azerbejdżanu – kilka języków używanych rdzennie na terytorium Republiki Azerbejdżanu.

## Stan obecny
Głównym i oficjalnym językiem Azerbejdżanu jest język azerbejdżański, należący do rodziny języków turkijskich. Jest on blisko spokrewniony i częściowo wzajemnie zrozumiały (od 33% do 65%) ze współczesnym językiem tureckim. Według spisu powszechnego przeprowadzonego w 2009, językiem azerbejdżańskim jako ojczystym posługuje się 92,5% populacji, natomiast rosyjski i angielski grają najbardziej znaczące role w edukacji i komunikacji. Bardzo liczna populacja Górskiego Karabachu posługująca się językiem ormiańskim nie znajduje się już pod kontrolą rządu azerbejdżańskiego. Lezgiński, tałyski, awarski, gruziński, buduchyjski, dżuhuri, chinalugijski, kryzyjski, rutulski, cachurski, tacki i udyjski są językami używanymi przez mniejszości narodowe.
Ormiański, lezgiński, tałyski, awarski i gruziński nie są zagrożone wyginięciem, ponieważ są obecne poza Azerbejdżanem u licznych użytkowników. Niemniej jednak coraz mniej osób posługuje się nimi w Azerbejdżanie. Pozostałe wyżej wymienione są zagrożone wyginięciem, ponieważ są używane przez mniej niż 10 tys. użytkowników (część z nich przez mniej niż 1000), a ich użycie wciąż spada, z uwagi na emigrację i modernizację.
W 2009 wydano 198. część Międzynarodowego Dziennika Socjologii Języka redagowanego przez Jalę Garibovą. Został on poświęcony w całości kwestii języków używanych w Azerbejdżanie.

## Historia
Średniowieczny autor Ibn an-Nadim w swojej książce al-Fihrist wspomina, że mieszkańcy wszystkich starożytnych ziem Medów i Persów (w tym dzisiejszego Azerbejdżanu) mówili w jednym języku. Przytacza przy tym słowa wielkiego uczonego Abda Allaha Ibn al-Mukaffy:

Irańskie języki to pahlawi, dari, chuzi, perski i syryjski. Jednak pahlawi pochodzi od słowa Fahleh. A Fahleh jest nazwą odnoszącą się do pięciu regionów: Isfahan, Rej, Hamadan, Nahawand i Azerbejdżan.

Następnie relacjonuje, że dari jest językiem urzędowym na dworze królewskim, a pochodzi on z Wielkiego Chorasanu, Balchu i wschodniego Iranu. Parsi jest językiem zaratusztriańskich Mubedów i pochodzi z Farsu. Chuzi jest nieoficjalnym językiem dworu królewskiego i pochodzi z Chuzestanu. Język seriański pochodzi natomiast z Mezopotamii.
Te informacje zostały również potwierdzone przez renomowanych historyków średniowiecza takich jak Ali ibn Sahl Rabban al-Tabari, Ibn Haukal, Estakhri, Al-Mukaddasi, Al-Jakubi, Al-Masudi i Hamdallah Mustawfi. Muhammad ibn Musa al-Chuwarizmi również wspomina o tym w szóstym rozdziale szóstego tomu swojej książki Mafatih-ol-Olum.
Badania wskazują również na to, że obecne dialekty, jakimi mówi się od okolic Baku przez Chalchal po Semnan, pochodzą z tego samego źródła. Innymi słowy, mieszkańcy starożytnego Azerbejdżanu mówili w tym samym języku co Medowie.
Średniowieczny historyk Jakut Ibn Abdallah al-Hamawi używał wyrażenia Al-ajam-ol-Azariyah (azerbejdżański język irański) w swoich książkach Mo'ajjem ol-Odabaa i Mo'jem ol Baladaan. Inne źródła, takie jak Surat-ol-Arz autorstwa Ibn Haukala, Ahsan ol-Taqaaseem Al-Mukadassiego i Masaalik va Mamaalik Estakhriego, opisują ludność Azerbejdżanu jako irańskojęzyczną. Rzecz jasna, jest to okres przed rozprzestrzenieniem się kultury tureckiej. At-Tabari również wspomina, że poeci w Maraghe recytowali poezję w języku pahlawi. Jednak niektórzy poeci Azerbejdżanu, na przykład Qatran Tabrizi, używali słów perski i pahlawi zamiennie, opisując swój ojczysty język.
Historyk Hamdallah Mostaufi opisuje różne odmiany języka mówionego pahlawi w różnych rejonach Azerbejdżanu. W swojej książce Tarikh Gozideh omawia twórczość ośmiu poetów z Azerbejdżanu, nazywając ich Ahl-ol She'r Men-al-Ajam (irańscy poeci mówiący po persku). Dari i pahlawi zlały się obecnie w jeden język, jako że kolejne dynastie przeprowadzały się ze wschodu na zachód, zabierając ze sobą wersję dari języka irańskiego.
Liczba zapisów i dokumentów w języku pahlawi pochodzących z Azerbejdżanu jest tak ogromna, że jest niemal pewne, iż był to język Azerbejdżanu, zanim pojawiły się tam ludy tureckie. Wiele słów współczesnego języka azerbejdżańskiego ma rzeczywiście pochodzenie pahlawi.
Wiele wskazuje na to, że obecna turkijska forma języka azerbejdżańskiego wyparła i zastąpiła język pahlawi w Azerbejdżanie jeszcze przed czasami dynastii Safawidów. Być może zaczęło się to po przybyciu Turków seldżuckich, a następnie stopniowo rozprzestrzeniło się. Część historyków twierdzi, że język pahlawi używany był w Tebrizie aż do XVII wieku. Nawet osmański badacz Evliya Çelebi (1611–1682) wspomina o tym w swoim dziele Seyahatname. Opisuje także, że elita i osoby wykształcone z Nachiczewanu i Maraghe używali języka pahlawi, kiedy podróżował on po tych krainach.